# Lipinia surda
Espèce
Lipinia surda est une espèce de sauriens de la famille des Scincidae.

## Répartition
Cette espèce est endémique de Malaisie péninsulaire. Elle se rencontre dans les États de Perlis, de Selangor ainsi que sur l'île de Tioman dans l’État de Pahang.

## Publication originale
- Boulenger, 1900 : Description of two new lizards from Selangor. The Journal of the Bombay Natural History Society, vol. 13, p. 333-334 (texte intégral).